# Giuseppe D'Urso
Giuseppe D'Urso, född den 15 september 1969 i Catania, är en italiensk före detta friidrottare som tävlade i medeldistanslöpning.
D'Ursos främsta merit är hans silvermedalj på 800 meter vid VM 1993 i Stuttgart. Han deltog vid ytterligare tre VM men tog sig då aldrig vidare till finalen.

## Personliga rekord
- 800 meter - 1.43,95
- 1 500 meter - 3.35,78